# William Sutherland (Physiker)

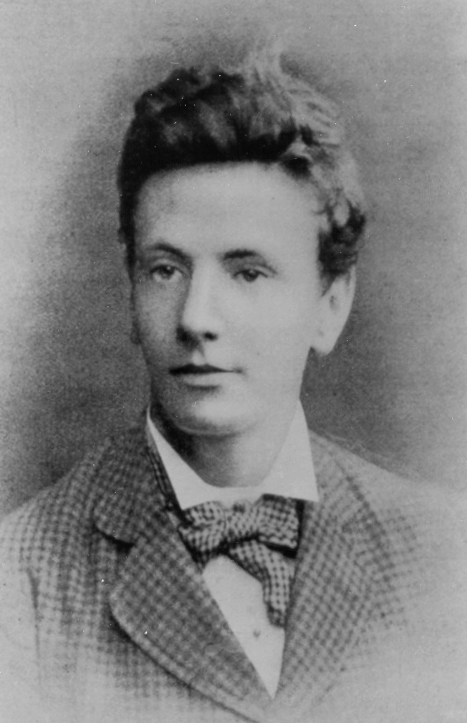
William Sutherland

William Sutherland (* 24. August 1859 in Glasgow, Schottland; † 5. Oktober 1911 in Melbourne, Australien) war ein australischer Physiko-Chemiker.

## Leben und Werk
Sutherland wurde 1859 in Glasgow geboren, seine Eltern wanderten aber schon 1864 nach Australien aus. Sutherland wuchs in Sydney und Melbourne auf. Er nahm ein Studium in Naturwissenschaft an der Universität Melbourne auf, welches er, nach einem Studienaufenthalt in London, wo er Kurse in Physik belegte, 1883 mit dem Magister abschloss.
Er bewarb sich mehrfach erfolglos als Professor für Chemie und Physik an mehreren Universitäten. Erst 1899 übernahm er den Lehrstuhl für Physik an der Universität von Sydney.
Sutherland arbeitete ab 1885 an der kinetischen Gastheorie. Er entwickelte den Ansatz, dass neben der gravitativen Anziehung zwischen den Teilchen noch andere Kräfte wirkten. Seine Arbeiten, die rein theoretischer Natur waren, führten schließlich zur Entwicklung der Sutherland-Konstante. Diese beschreibt die Zunahme des effektiven Wirkungsquerschnitts von Molekülen in Abhängigkeit von der Temperatur.
Sutherland starb im Oktober 1911 an Herzproblemen und ist auf dem Friedhof von Melbourne begraben. Seine Schwester war die Künstlerin Jane Sutherland, der er bis zu seinem Tod bei der Mobilität half.